# منزل مابار
منزل مابار (بالفارسية: خانه ماپار) هو منزل تاريخي يعود إلى عصر دولة بهلوية، ويقع في الأهواز.